# Ruby Keeler
Pour les articles homonymes, voir Keeler.
Ruby Keeler est une actrice canadienne née le 25 août 1909 à Halifax (Nouvelle-Écosse) et morte le 28 février 1993 à Rancho Mirage (Californie). 

## Biographie

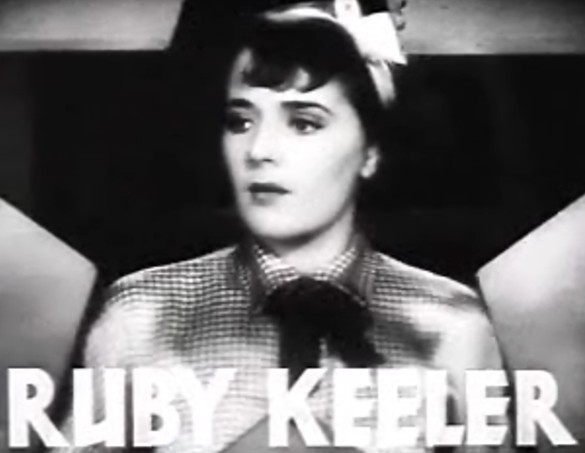
Ruby Keeler dans Dames en 1934.

### Vie privée
Ruby Keeler est l'épouse du chanteur, acteur et animateur de radio Al Jolson de 1928 à 1939.

## Filmographie
- 1933 : 42e Rue (42nd Street) : Peggy Sawyer
- 1933 : Chercheuses d'or de 1933 (Gold diggers of 1933) : Polly Parker
- 1933 : Prologue (Footlight Parade) de Lloyd Bacon : Bea Thorn
- 1934 : Dames : Barbara Hemingway, aka Joan Grey
- 1934 : Flirtation Walk : Kathleen 'Kit' Fitts
- 1935 : Go Into Your Dance : Dorothy 'Dot' Wayne
- 1935 : Shipmates Forever : June Blackburn
- 1936 : Colleen : Colleen Reilly
- 1937 : Ready, Willing and Able : Jane Clarke
- 1938 : Mother Carey's Chickens : Katherine 'Kitty' Carey
- 1941 : Sweetheart of the Campus d'Edward Dmytryk : Betty Blake
- 1989 : Beverly Hills Brats (en)